# سد الوحدة (نهر اليرموك)
سد الوحدة أو سد المقارن هو سد عربي مشترك بين الأردن وسوريا، يقع على نهر اليرموك بطول 110 متر وبطاقة تخزينية تبلغ 115,000,000 م3. يهدف السد إلى تزويد الأردن بالماء سواء للاستهلاك البشري وللزراعة، مقابل تزويد سوريا بالطاقة الكهرومائية. وقد تم تمويل البناء من قبل الصندوق العربي للإنماء الاقتصادي والاجتماعي بنسبة 80٪، وصندوق أبوظبي للتنمية بنسبة 10٪ وحكومة الأردن بنسبة 10٪.

في شباط/ فبراير 2004 أعلن الملك عبد الله الثاني ملك الأردن والرئيس السوري بشار الأسد البدء ببناء السد. وقد قامت شركة Ozaltin التركية بتشييد 60% من السد، في حين نُفذت 40 في المائة المتبقية من قبل شركة مروان الكردي والشركة الوطنية للطرق والجسور.

وقد أقيم سد الوحدة في منطقة المقارن على الحدود الأردنية السورية للاستفادة من مياه نهر اليرموك والينابيع والأودية في المنطقة بسعة تخزينية.